# Doktor János

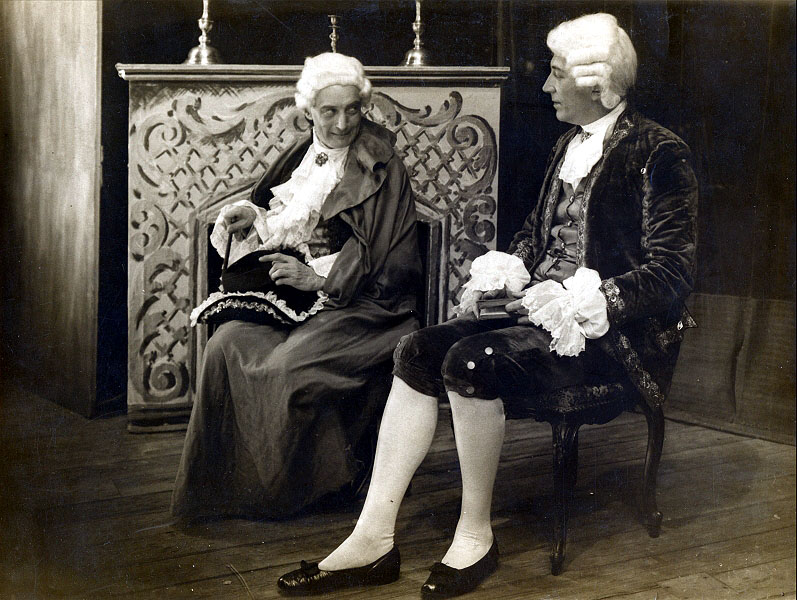
Georg Kaiser: Tűzvész az Operaházban. Forgács Rózsi Kamaraszínháza. Doktor János (Az öreg úr), Majtényi László (*** úr).

Doktor János, Doctor János Károly (Bécs, 1881. július 19. – Budapest, Ferencváros, 1942. január 30.) színész, színházi rendező.

## Életútja
Doctor Gyula és Weiss Emma (Weisz Emília) fia. 1903-ban kikeresztelkedett. Színészakadémiát végzett 1904-ben, 1904–1905-ben a Népszínházhoz került. A Thália-társaság alapító tagja volt. Innen vidékre került, majd Alapi Nándor Kamara Színházánál működött. 1906 és 1908 között Kassán szerepelt, majd újból a Tháliánál. 1909–1911-ben Miskolcon, 1911–1912-ben a Royal Orfeumban, 1912–1914 között újból Miskolcon, 1914–1916-ban Faragó Ödön társulatában játszott. 1916–1918 között Pécsett lépett színpadra a Nemzeti Színházban, 1919–1920-ban az Intim, 1920-ban a Fekete Macska Kabaréban játszott, 1920–1921-ben Újpesten szerepelt. 1921–1923-ban a Kis Komédiában, 1923–1924-ben Forgács Rózsi Kamaraszínházában, 1924–1925-ben az Országos Kamara Színházban láthatta a közönség.
Mint rendező is elsőrendű nevet vívott ki magának. Ibsen drámáinak szerepei legkedvesebb alakításaihoz tartoznak, ilyenek: Rank orvos, Kroll tanácsos, Hjalmar, Hebbel Mária Magdolnájában Antal mester, továbbá a Molière-szerepek és általában minden klasszikus mellett az új irányt mutató modern irodalmi szerepei. 1926. január 2-án megülte 20 éves színészi jubileumát, Egerben. 1927–1928-ban Szegeden rendezett. 1929-ben ugyan visszavonult, de 1936–1937-ben fellépett még kisebb szerepekben a Magyar és az Andrássy úti Színházban. Halálát szívizom elfajulás okozta.
1907. június 22-én Budapesten, a Ferencvárosban házasságot kötött Verő Margit (szül. Hauer) színésznővel.

## Szerepei

### Főbb színházi szerepei
- Secretarius (Hebbel: Mária Magdolna)
- Dühring tanár (Wedekind: A hőstenor)
- Orgon (Molière: Tartuffe)

### Filmszerepei
- Ali rózsáskertje (1913) – Ali Mehemed, szőnyegkereskedő
- A csúnya lány (1935) – bírósági titkár
- Budai cukrászda (1935) – a múzeumi tárlat zsűritagja
- Elcserélt ember (1938) – Barzó Dénes

## Főbb rendezései
- Bródy Sándor: A szerető
- Wedekind: A hőstenor
- Shakespeare: A makrancos hölgy

## Színműfordítása
- »Bilincsek«, dráma 3 felvonásban. Írta: Herman Reichenbach. Bemutató: Miskolc, 1910. április 21.